# Internationalt Standardbognummer
Et internationalt standardbognummer (ISBN) er en kode, som enhver bog forsynes med til entydig identifikation.
Standardbognumre tildeles alle bøger og bind af årspublikationer (også i mikroform), der hører hjemme i Dansk Bogfortegnelse. Også elektronisk lagrede publikationer, tekster i lydform og billedmaterialer, fx videoer, samt onlinepublikationer nummereres.
Følgende kategorier får normalt ikke ISBN: Musikalier (noder), aviser og tidsskrifter, småtryk under 17 sider uden for boghandelen, papirvarer (såsom løse kort og plancher), kunstmapper, kalendere, bøger beregnet til udfyldning samt opgavesæt i løse blade.

## Opbygning
ISBN består af fire felter:
1. Landekode
2. Forlagskode
3. Løbenummer
4. Kontrolciffer (modulus 10-metoden)[1]

## Systemets historie
ISBN blev udviklet fra 1965 til brug i Storbritannien og i 1970 anerkendt som en international ISO-standard (ISO 2108). Bøger udgivet før dette tidspunkt har derfor ikke et ISBN.
Siden 1. januar 2007 er ISBN udvidet til 13 cifre. Dette er primært for at gøre nummeret kompatibelt med EAN-13-stregkoderne, som bruges til at identificere de fleste forbrugsvarer. I første omgang gøres det ved at sætte 978 foran det gamle ISBN og tilpasse det afsluttende kontrolciffer derefter. Det betyder, at man indtil videre kan konvertere frem og tilbage mellem de to systemer. Men senere vil præfikset 979 også blive taget i brug for at skaffe flere mulige numre, og derefter vil man ikke kunne konvertere tilbage fra ISBN-13 til ISBN-10 (som de to systemer nu kaldes), da ISBN ikke vil kunne indeholde den ekstra information.

## ISSN
I lighed med standardnummereringssystemet for bøger (ISBN) findes et internationalt nummereringssystem for periodika, ISSN, der omfatter aviser, tidsskrifter, årspublikationer og serier i enten trykt eller elektronisk form. I Danmark tildeles ISSN af Det Kongelige Bibliotek, hvortil udgiveren skal rette en ansøgning om tildeling af nummeret.